# Wes Streeting
Wesley Paul William Streeting (Stockport, 21 gennaio 1983) è un politico britannico, dal 5 luglio 2024 Segretario di Stato per la salute e l'assistenza sociale del Regno Unito nel governo laburista di Keir Starmer.
Dal 2015 è Membro della Camera dei comuni per il collegio di Ilford North.
Durante la permanenza dei laburisti all'opposizione è stato segretario di Stato ombra per la salute e l'assistenza sociale dal 2021 al 2024. È stato anche presidente della National Union of Students (NUS) e vicepresidente del consiglio comunale di Redbridge London Borough.